# Wilhelm Ferdinand Erichson
Wilhelm Ferdinand Erichson, född 26 november 1809, död 18 december 1849, var en tysk entomolog.
Erichson var professor i Berlin. Han har bland annat utgett Die Käfer der Mark Brandenburg (1837-39), fortsatt under titeln Naturgeschichte der Insecten Deutschlands (1848 ff.), Genera et species Staphylinorum (1839-40), Zur systematischen Kenntnis der Insectenlarven (1841-47). Erichson redigerade efter Arend Friedrich August Wiegmanns död 1841 Archiv für Naturgeschichte.